# 2024 dans l'Union européenne
Chronologie de l’Union européenne
- 2020
- 2021
- 2022
- 2023
- 2024
- 2025
- 2026
- 2027
- 2028

Cet article présente les faits marquants de l'année 2024 dans l'Union européenne.

## Évènements

### Janvier
- 1er janvier : début de la présidence belge du Conseil de l'Union européenne.

### Février
- 1er février : l'Union européenne s'accorde sur une aide de 50 milliards d'euros à l'Ukraine malgré les réticences du Premier ministre hongrois Viktor Orbán[1].

### mars
- 21 mars : les 27 dirigeants de l’Union européenne donne leur accord à l’ouverture des négociations d’adhésion à l’Union européenne avec la Bosnie-Herzégovine[2].

### Juin
- 6 - 9 juin : élections européennes.

### Juillet
- 1er juillet : début de la présidence hongroise du Conseil de l'Union européenne.